# Western Academy of Beijing

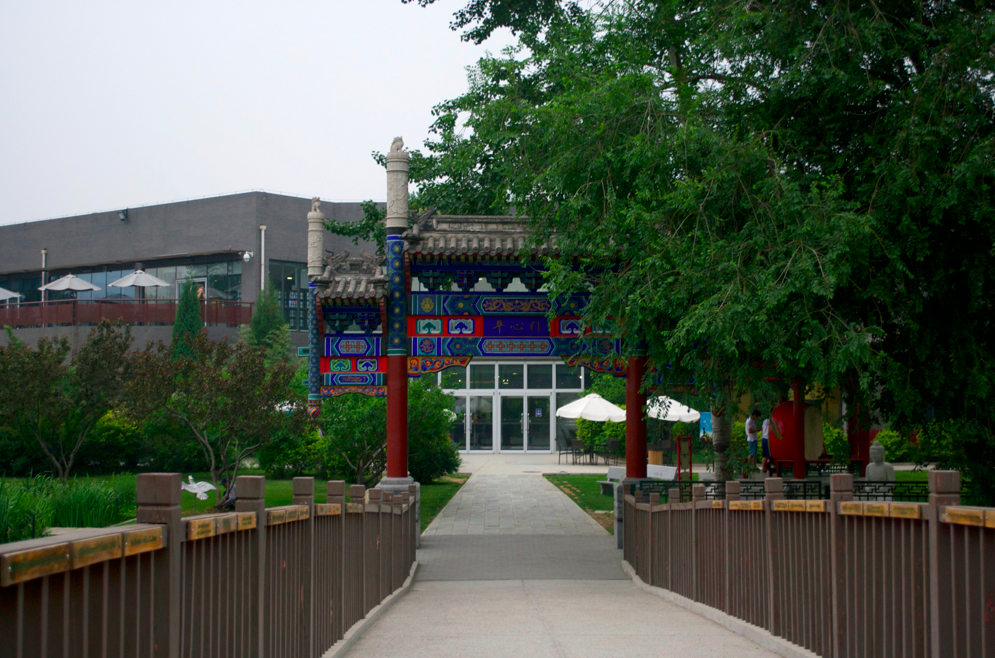
Western Academy of Beijing

La Western Academy de Beijing (WAB) es una escuela internacional ubicada en Pekín, China. La escuela ofrece educación desde los primeros años hasta Bachillerato. WAB emplea el programa de Bachillerato Internacional (IB) en todos sus cursos, desde los primeros años hasta bachillerato. WAB es reconocido por la OBI (Organización del Bachillerato Internacional) como una de las siete escuelas de entrenamiento preferidas en todo el mundo.
WAB fue una escuela modelo educativa durante los Juegos Olímpicos de Pekín 2008. De las 500 escuelas en China, que fueron premiadas por el Comité Organizador de Beijing para los Juegos Olímpicos, WAB se encontraba entre las 120 mejores escuelas.
En 2013, Mike Embley, director de la British School of Beijing (BSB), declaró que, junto con BSB y la International School of Beijing (ISB), WAB era una de las tres mejores escuelas internacionales de habla inglesa en Beijing. 
En 2017, Western Academy of Beijing fue nombrada Mejor Escuela Internacional en los Diplomats 'Choice Awards organizados por Global Times.
Desde 2018, Western Academy of Beijing está trabajando en la innovación de sus entornos de aprendizaje como uno de los objetivos educativos FloW21. Los nuevos espacios están diseñados por el estudio de diseño Rosan Bosch Studio.

## Instalaciones
WAB tiene un Centro de Educación Infantil, Escuela Primaria, Escuela Secundaria y Bachillerato. Cada sección de la escuela tiene un edificio dedicado a cada grupo de alumnos. En el centro del campus se encuentra el HUB de Deportes, Artes y Tecnología que es una instalación compartida para todos los alumnos. La escuela tiene tres bibliotecas: la Biblioteca Sabina Brady (ES), la Biblioteca Red Scroll (MS) y el Green Sky Studio (HS). 